# Manz AG
Manz AG，更名前為Manz Automation，1987年成立于德国，是全球化高科技设备制造公司，总部位于德国罗伊特林根城。Manz 专精于提供先进的生产设备解决方案，包括自动化、雷射、测试与检测、化学濕製程、高精度噴墨印刷等，提供太陽能、電子裝置及零組件、鋰電池技術領域的創新生產設備及解決方案。 
公司总部在德国罗伊特林根 ，在蒂宾根、匈牙利、義大利、斯洛伐克、中国大陆 (亞智系統科技（蘇州）有限公司)和台湾 (亞智科技股份有限公司)拥有生产基地；此外在美国、韩国和印度设有销售办公室。
Manz在太陽能產業中佔有重要地位，主要生產CIGS薄膜太陽能模組的最新生產設備及整廠解決方案。2010年夏，Manz与Würth Solar在德国施瓦本哈尔签订了一项共同合作協議，協議授权Manz独家获得薄膜太阳能組件的铜铟镓硒薄膜太阳电池專利及技术。在2012年1月完成收购其CIGS太阳能組件创新生产线后，CIGS技术專利已全数转移至Manz。基于協議，Manz成为全球可提供完整可量产并获利的CIGS太阳能电池模組生產設備整廠解決方案的制造商。2012年9，Manz在CIGS的研发得以快速领先，太阳能組件生产线所生产的組件效率达14.6%，受光面积效率达15.9%。2015年4月再次打破了世界紀錄，在量產線上生產了組件效率達16％的組件。
Manz的另一项主要的业务领域是为显示器及觸控面板生产製程设备及解決方案。此外,亦為印刷電路板、TGV玻璃基板通孔、先進封裝(面板級扇出型封裝FOPLP)、電子裝置（如智慧型手機、平板電腦和筆記型電腦）、以及鋰電池  產業提供生產設備及解決方案。

## 历史
1987年，该公司由迪特尔·曼茨（Dieter Manz）创立，原名Manz Automatisierungstechnik。最开始公司专注于工业自动化和机器人技术，之后向更广泛领域拓展。2001年10月，迪特尔·曼茨将其拥有的两家公司Manz Automatisierungstechnik与ACS GmbH合并；并在2011年6月改名为现在的Manz AG。
2006年，公司进入法兰克福证券交易所；2008年，进入主板市场。2008年9月至2009年3月期间，公司是技术股指数的成分股；之后在2009年9月至2011年3月期间二度上榜；2015年3月24日，第三次进入成分股。
2016年5月，上海电气公司通过全资子公司上海电气德国投资有限责任公司以每股34.74欧元，认购了Manz增发的1,523,480新股，认购金额为52,925,695.2欧元。本次Manz共计增发2,323,224股新股。增资完成后，Manz的总股本由5,420,864股增加至7,744,088股。其中，上海电气持有1,523,480股份，佔Manz增资后总股本的19.67%。